# قرية الريح
تقع قرية الريح في ولاية الجزيرة، محلية مدني الكبرى، وحدة الشبارقة الإدارية. تبعد عن ودمدني حوالي 40 كم؛ يربطها بودمدني طريق ترابي (ردميه). وتقع داخل مشروعي الحرقة ونورالدين. 
تمتاز بموقعها المطل على النيل الأزرق والمجاور لطلمبات الحرقة. يرجع تاسيسها إلى حقبة المهدية.